# وتنبرگ
وتنبرگ (به آلمانی: Wettenberg) یک شهر در آلمان است که در گیسن واقع شده‌است. وتنبرگ ۱۲٬۵۴۶ نفر جمعیت دارد.